# Ethel Hays
Ethel Hays   (Billings, 13 de març de 1892 - 19 de març de 1989) va ser una dibuixant sindicada nord-americana especialitzada en tires còmiques de temàtica Garçonne als anys 1920 i 1930. Va dibuixar en estil Art Deco. En la darrera part de la seva carrera, durant les dècades de 1940 i 1950, es va convertir en una de les il·lustradores de llibres infantils més destacades del país.

## Biografia
Hays va néixer el 13 de març de 1892 a Billings, Montana, on es va criar. Després de l'escola secundària, on va ser il·lustradora del diari escolar, va assistir a la Los Angeles School of Art and Design i després a la Art Students League de Nova York. Va guanyar una beca a l'Académie Julian de París, però l'inici de La Primera Guerra Mundial va fer descarrilar els seus estudis. Aleshores, Hays estava a punt de convertir-se en pintora de belles arts.
Va aprendre, segons les seves paraules, "com pintar quadres bonics, sense somiar mai que no era una pintora de quadres bonics". Durant la Primera Guerra Mundial, va assumir la tasca d'ensenyar pintura als soldats convalescents als hospitals de l'exèrcit. Després de trobar-se amb un grup d'estudiants molt més interessats en aprendre a dibuixar còmics, va decidir aprendre aquesta assignatura ella mateixa. Es va inscriure al curs per correspondència de l'Landon School of Illustration and Cartooning i, "mantenint un parell de lliçons per davant", va poder donar instruccions a la seva classe.  En aquest entorn, el seu estil de dibuixar dones boniques va rebre una gran aprovació.

### Còmics i il·lustracions de diaris
Aquesta experiència amb el còmic va canviar el curs de la seva carrera. Posteriorment, a Hays se li va oferir treballar com a il·lustradora per a la Cleveland Press, feina que li va aconseguir el mateix dissenyador del curs per correspondència, Charles N. Landon.  Poc després, Landon promocionaria Ethel Hays com una dels "antics estudiants que ara són artistes de còmics d'èxit" als seus anuncis de revistes dels anys vint.
El primer treball de Hays a la Cleveland Press va ser per a una funció de moda anomenada Vic i Ethel, que consistia en sàtires i comentaris socials amb temes de flapper, que incloïen històries de "escalada de campanars i nedant en llacs plens de gel" i entrevistes amb famosos visitants, acompanyades de dibuixos animats de Hays. La seva primera tira còmica per a Newspaper Enterprise Association (NEA) es va derivar d'aquesta funció i es va anomenar simplement Ethel. Aquí Hays va continuar fent una crònica de l'època en què les dones "es van mollar els cabells i van practicar esports actius".  Fins i tot al començament de la seva carrera, l'estil de Hays era "ja polit i sorprenentment encantador".
Hays també va dibuixar la famosa sèrie de còmics d'una sola vinyeta Flapper Fanny Says, també per a NEA, que va començar cap al 1924, a continuació amb una pàgina dominical el 1928. En aquesta vinyeta, presentava una il·lustració de flapper i una broma, Hays "es va allunyar de l'estil elegant de Nell Brinkley, dibuixant dones més elegants amb els cabells curts, algunes fins i tot amb pantalons". A les seves vinyetes va inspirar la competició durant un temps de la Filosofia Flapper de temàtica similar de Faith Burrows del rival King Features Syndicate.
Ethel Hays es va casar el 1925 amb WC Simms de Kansas City, Missouri (va continuar utilitzant el seu nom de soltera per signar el seu treball al llarg de la seva carrera). El 1928 va ser mare. Després de tenir el seu segon fill, va trobar que la càrrega de treball diària es feia massa pesada i va lliurar Flapper Fanny Says a la prometedora Gladys Parker cap al 1931.  Entre 1931 i 1936, però, Hays va trobar temps per il·lustrar almenys 17 històries de l'autora i prolífica Ellis Parker Butler que es van distribuir als diaris. Hays va continuar produint una varietat d'altres treballs per a NEA, incloses il·lustracions de pàgina sencera i muntatges per a la revista Every Week, un suplement del diari dominical. La seva darrera tira còmica per a NEA va ser Marianne, que va començar al voltant del febrer de 1936, que es va publicar setmanalment. L'historiador de còmics Allan Holtz va escriure: "Tot i que l'art era d'època Hays, els gags eren estrictament material de llibre de broma. Es podia dir que el seu cor ja no hi era". La seva última entrega va ser el 26 de desembre de 1937, tot i que la tira va continuar sense ella durant un any o dos.

### Transició a la il·lustració de llibres infantils
Entre 1938 i 1940, Hays va treballar per a The Christian Science Monitor, dibuixant il·lustracions per acompanyar una sèrie de poemes anomenats "Manly Manners". Es va publicar un llibre didàctic per a nens que recull la funció. Durant aquest temps, la seva obra també figurava en un calendari de dotze mesos (1939). Aquestes il·lustracions de nens jugant presagien amb estil i contingut el treball de la següent etapa de la seva carrera.
Hays havia creat il·lustracions per a llibres a principis de la seva carrera professional. Deixant enrere les tires còmiques dels diaris, va començar a treballar més àmpliament per a editorials de llibres infantils, il·lustrant una varietat de cançons infantils, contes de Nadal i llibres de l'alfabet. Alguns dels seus treballs més notables van ser el material de Raggedy Ann i Andy per a la Saalfield Publishing Company d'Akron Ohio. Saalfield havia aconseguit la llicència de la Johnny Gruelle Company l'any 1944 per produir llibres de contes, llibres per pintar, nines retallables i llibrets de Raggedy Ann. La majoria dels treballs d'il·lustració van recaure en Hays, "l'estil exuberant i curvilini del qual va capturar perfectament el capritx i l'energia dels personatges de Gruelle". Després d'haver estat formada en pintura, s'adaptava perfectament a aquest tipus de treballs a tot color.
A les dècades de 1930 i 1940, Hays va il·lustrar Puzzle Pages per a l'editorial McCormick-Mathers de Wichita, Kansas. Puzzle Pages ha estat descrit com "una sèrie de treballs de lectura" per als escolars. Les pàgines del llibre de treball incloïen seccions per llegir i escriure, així com paraules i imatges per a activitats de retallar i enganxar. Els estudiants podien pintar les il·lustracions de Hays. Els drets d'autor de la sèrie es van renovar almenys fins a la dècada de 1970.

### Valoració i llegat
Ethel Hays ha estat anomenada "una de les dones dibuixants de més èxit dels anys vint". La historiadora de còmics Trina Robbins va escriure que Hays era " sens dubte la més brillant de les dones dibuixants influenciades per Nell Brinkley ". Russell Patterson i John Held, Jr. també s'han comptat entre les seves primeres influències. L'artista Roy Crane va ser influenciat per Hays, especialment en el dibuix de dones boniques. Les omnipresents il·lustracions de diaris de Hays van ajudar a promoure la idea de l'estil de moda dels anys vint i trenta conegut com a flapper.
Va continuar produint il·lustracions de diaris i llibres durant molts anys. Una font diu que es va retirar del dibuix comercial a la dècada de 1950, mentre que almenys altres referències afirmen que fins als anys seixanta. Va morir el 1989, als 97 anys..